# Ceratodon purpureus
Espèce
Ceratodon purpureus est une espèce de mousses de la famille des Dicranaceae.

## Caractéristiques
Ceratodon purpureus est haute d'environ trois centimètres, de couleur allant du jaune-vert au rouge. Ses petites feuilles sont poilues.

## Répartition
Ceratodon purpureus est présent partout dans le monde jusque dans les zones urbaines, sur des sols sablonneux secs. Elle est connue notamment pour coloniser les milieux perturbés par le feu, d'où son nom commun fire moss ou « mousse de feu ».

## Reproduction
Ceratodon purpureus se reproduit par spores et par multiplication végétative grâce à des protonemata. Le sporange se situe à l'extrémité d'un long sporophyte et produit des spores qui ont un pouvoir de germination pouvant aller jusqu'à seize ans. C'est une espèce colonisatrice démontrant un effort de reproduction sexuelle et végétative élevé.

## Liens  externes
- (en) BioLib : Ceratodon purpureus (Hedw.) Brid.
- (en) Catalogue of Life : Ceratodon purpureus (Hedw.) Brid.
- (fr + en) EOL : Ceratodon purpureus
- (fr + en) ITIS : Ceratodon purpureus
- (fr) INPN : Ceratodon purpureus (Hedw.) Brid., 1826 (TAXREF)